# Шарлотта Гессен-Гомбургская
Шарлотта Доротея София Гессен-Гомбургская (нем. Charlotte Dorothea Sophie von Hessen-Homburg; 17 июня 1672, Кассель — 29 августа 1738, Веймар) — принцесса Гессен-Гомбургская, в замужестве герцогиня Саксен-Веймарская.

## Биография
Шарлотта — старшая дочь ландграфа Фридриха II Гессен-Гомбургского, знаменитого «Принца Гомбургского», и его второй супруги Луизы Елизаветы Курляндской, дочери герцога Якоба Кетлера.
4 ноября 1694 года в Касселе Шарлотта вышла замуж за герцога Саксен-Веймара Иоганна Эрнста III, у которого уже было пятеро детей от первого брака. Супруг Шарлотты, страдавший алкоголизмом, фактически был отстранён от дел в герцогстве его братом Вильгельмом Эрнстом. Шарлотта пережила своего мужа на 31 год. Вдова проживала в амте Хардислебен.
В 1702-04 годах по желанию Шарлотты в Веймаре был построен так называемый Жёлтый дворец. Опека над сыном Шарлотты Иоганном Эрнстом IV была поручена его дяде герцогу Вильгельму Эрнсту. Шарлотта взяла на себя заботу о сыне, страдавшем от опухоли и умершем в 18 лет.

## Потомки
В браке у Шарлотты родилось четверо детей, из которых только один ребёнок пережил отца:
- Карл Фридрих (1695—1696)
- Иоганн Эрнст IV (1696—1715), герцог Саксен-Веймарский
- Мария Луиза (1697—1704)
- Кристиана София (1700—1701)